# Pomagagnon
Pomagagnon je hora nalézající se v Ampezzanských Dolomitech. Leží převážně na území provincie Belluno, která patří do regionu Veneto. Má nadmořskou výšku 2450 m a je nejjižnějším vrcholem horské skupiny Cristallo, která převyšuje o 1200 m letovisko Cortina d'Ampezzo. Vrchol je součástí "Přírodního parku Dolomity Ampezzo". Mezi pohořím Pomagagnon a okolními horami skupiny Cristallo se nachází neobydlené údolí Val Grande.